# 飯山市立東小学校
飯山市立東小学校（いいやましりつ ひがししょうがっこう）は、長野県飯山市にある公立小学校。2025年3月31日に閉校予定。

## 通学区域
大字瑞穂

## 進学先の中学校
- 飯山市立城北中学校